# Ройрит
Ройрит (нем. Reurieth) — община в Германии, в земле Тюрингия. 
Входит в состав района Хильдбургхаузен.  Население составляет 886 человек (на 31 декабря 2010 года). Занимает площадь 16,22 км².